# جيروم شوستر
جيروم شوستر (بالفرنسية: Jérôme Schuster) هو لاعب اتحاد الرغبي فرنسي، ولد في 29 يونيو 1985 في بيربينيا في فرنسا.

## وصلات خارجية
- جيروم شوستر على موقع دوري الرغبي الممتاز (الإنجليزية)
- جيروم شوستر عل موقع إسبنسكروم (الإنجليزية)
- جيروم شوستر على موقع ItsRugby.co.uk (الإنجليزية)